# Luís Alberto Garcia Jiménez
Luís Alberto García Jiménez (Tunja, Colombia, 1937) es un actor, director y dramaturgo colombiano. Realizó sus estudios de arte dramático en la Escuela Nacional de Teatro del teatro Colón de Bogotá, fue director del T.P.B (Teatro Popular de Bogotá), director y libretista en la televisión y director del T.I.B. (Teatro Independiente de Bogotá), ha realizado la publicación de diferentes obras a lo largo de su carrera, donde se destaca la obra "I TOOK PANAMA", la cual ha sido publicada varias veces, como una de las obras más importantes del teatro colombiano. Actualmente, es director y dramaturgo en la corporación de arte escénico Bataklan, donde pone en platea obras de teatro, además de participar en el proyecto ESCUELA CIUDAD ESCUELA de la secretaria de educación de Bogotá.

## Obras publicadas

### Obras de teatro
- Los caballeros del dorado
- Catalina Bardo
- Adiós para siempre
- La viuda del celador
- Vivir en paz
- La Gaitana
- La opera de los tres gramos
- !Gaitán¡
- El sueño de Gettysburg
- Toma tu lanza Sintana
- Violencia
- El gorro de cascabeles
- Tras la huella de la historia
- Tras la huella de la historia
- I TOOK PANAMA
- Las nueve estaciones
- Los derechos del hombre
- Historias de hacha y machete